# Breaking and Entering
Breaking and Entering (no Brasil, Invasão de Domicílio; em Portugal, Assalto e Intromissão) é um filme britânico-estadunidense de 2006, um drama romântico realizado por Anthony Minghella.
Estreou nas salas de cinema portuguesas a 18 de Janeiro de 2007.

## Enredo
Will Francis (Jude Law), um jovem inglês, é um arquiteto paisagista que vive uma vida individual, de rotina baseada em Londres com sua namorada sueco-americana Liv (Robin Wright Penn) e sua filha autista Bea. Os irregulares sono e hábitos alimentares da menina de 13 anos, bem como o seu comportamento anti-social (ela tem dificuldade para se relacionar com as pessoas e parece interessada apenas em fazer cambalhotas e ginástica) atingem proporções preocupantes e começam a colocar pressão sobre a relação de Will e Liv. Para complicar ainda mais a situação, Will se sente excluído do seu círculo interno, uma vez que Bea não é sua filha biológica. Ele e Liv começam uma relação de aconselhamento, mas a suas divergências continuam. No escritório, onde há um centro da mais ambiciosa regeneração urbana da Europa, na área de King's Cross de Will e seu parceiro de Sandy (Martin Freeman) é repetidamente assaltado por um grupo de ladrões de língua eslava. Os ladrões empregam parkour usando um garoto chamado Mirsad "Miro" (Rafi Gavron) cujas habilidades acrobáticas permite-lhes entrar no edifício. Miro é um refugiado da Bósnia e Herzegovina vivendo com sua mãe muçulmana bósnia, Amira (Juliette Binoche) que trabalha como costureira, enquanto seu pai sérvio foi assassinado durante a guerra.
Embora eles estão confusos sobre a capacidade dos assaltantes para desativar o alarme, os dois arquitetos não ficam preocupados depois da primeira invasão, mesmo sabendo que o escritório fica num local perigoso do bairro. No entanto, após a segunda invasão, eles decidem vigiar o edifício durante horas, na esperança d encontrar o culpado e alertar a polícia. Ficar fora da casa em vigilâncias noturnas por conta própria é muito bom para Will,  lhe permite ficar longe da atmosfera fria de sua casa. Ele mesmo inicia uma estranha familiaridade com uma prostituta do leste europeu chamada Oana (Vera Farmiga), que paira em torno da área a cada noite e pede pra ficar dentro do carro pois sente frio. Dias depois, Will e Oana flagram Miro tentando quebrar a janela do escritório em uma noite, Will tenta segui-lo. Essa busca leva Will para o apartamento onde Miro mora com a mãe Amira.
Mais tarde, ele percebe que alguém roubou seu carro – que é mostrado Oana pegando o carro e Will não sabendo que foi ela. Tempos depois o carro é encontrado na frente do escritório com as chaves dentro, ao indentificar um CD de Oana no carro, ele sabe que foi ela e ri aliviado, não ligando para a situação. Depois disso não é mostrado Oana tendo mais encontros com Will. Percebendo os meios de vida modestos de Amira e Miro, ele decide não relatar suas descobertas à polícia, mas vai voltar para o apartamento deles para investigar, sob o pretexto de ter um terno que precisa  remendar. Ele logo se torna emocionalmente envolvido com ela e reavalia sua vida. Amira acha que Will desenvolveu um relacionamento com ela para se vingar de seu filho que assaltou seu escritório. Mesmo estando triste com a situação, ela tira fotos com ele em momentos íntimos para proteger seu filho sob chantagem. O que acaba por não acontecer. O conflito surge quando a polícia pega os assaltantes, Miro e Zoran (Ed Westwick). Will e sua esposa – agora com uma melhor relação no casamento – entendem  a situação de Miro e mentem para a polícia, libertando-o.

## Elenco
- Jude Law — Will
- Juliette Binoche — Amira
- Robin Wright — Liv
- Martin Freeman — Sandy
- Ray Winstone — Bruno
- Vera Farmiga — Oana
- Rafi Gavron — Miro
- Romi Aboulafia — Orit
- Kwesi Asiedu-Mansah — PC James
- Helen Baker — PC Lorna Pearce
- Emma Buckley — PC Erin Carter
- Anna Chancellor — Kate
- Caroline Chikezie — Erika
- Mark Benton — Legge
- Daon Broni — Yakubu
- Ed Westwick — Zoran

## Recepção
Breaking and Entering teve recepção mista para negativa por parte da crítica especializada. Com base de 27 avaliações profissionais, alcançou uma pontuação de 56/100 no Metacritic. No Rotten Tomatoes alcançou um índice de 34% com o consenso dizendo: "Este drama da guerra de classes se sente artificial e superficial: personagens não agem logicamente enquanto o filme manipula-los para desconstruir várias questões sociais."